# Rotyło
Rotyło (ukr. Ротило) – najwyższy szczyt Gór Pokuckich i całych Beskidów Pokucko-Bukowińskich zlokalizowany w rejonie wierchowińskim ukraińskiego obwodu iwanofrankiwskiego.

## Geografia
Szczyt osiąga wysokość 1483 m n.p.m., jego wybitność wynosi 522 m przy izolacji równej 10,6 km. Położony jest w zachodniej części pasma w pobliżu wsi Wołowa oraz Szepit. Sam wierzchołek znajduje się około kilometra na południe od miejsca, w którym główny grzbiet Gór Pokuckich (Beskidów Pokuckich) zmienia kierunek z południkowego na równoleżnikowy. Na północny zachód od Rotyła sąsiednim szczytem jest Wersałem (1407 m; odległość 2,3 km) położony tuż obok głównego grzbietu pasma – ten prowadzi dalej na północ w kierunku Pożeretula (1413 m; 5,4 km) i Łysiny Kosmackiej (1465 m; 6,7 km). Na północny wschód od szczytu Rotyła znajduje się Grahit (472 m; 2,7 km), na którym grzbiet ponownie skręca na południe, wiodąc w kierunku Gaboriańskiej (1445 m; 2,8 km) i Białej Kobyły (1477 m; 5,4 km). Z Rotyła ku południowemu zachodowi odchodzi też boczny grzbiet rozdzielający się ponownie niespełna półtora kilometra dalej. Północna część zakończona jest bezimiennym wierzchołkiem (według dawnych pomiarów 1266 m), południowa –  szczytem Kiedrowaty (1247 m).
Północne zbocza stanowi obszar źródliskowy rzeki Pistynka, pozostałe odwadniane są przez dopływy potoku Ilcia (Kamienisty, Żołnierski, Kizia). Przewyższenie nad doliną Ilci wynosi ok. 660 m.
Wierzchołek Rotyła jest stosunkowo symetryczny, w kształcie stożka. Szczyt rozczłonkowany, złożony z piaskowców, strome zbocza od południa i zachodu pokryte rumowiskiem bloków piaskowca.

### Panorama
Z uwagi na zalegający na szczycie rumosz skalny sam wierzchołek góry nie jest zalesiony, dzięki czemu z Rotyła rozciąga się dość szeroka panorama na otaczające pasma. Wymienione szczyty Gór Pokuckich widoczne są od północnego zachodu po południowy wschód. Dalej na południu znajdują się Połoniny Hryniawskie (Ludowa, Skupowa, Hala Michajłowa). W tym samym miejscu na dalszym planie teoretycznie możliwe jest dostrzeżenie Karpat Marmaroskich (Jupania, Czywczyn) oraz Gór Rodniańskich (Puzdrelor, Ineul, Pietrosul Rodnei). Na południowym zachodzie i zachodzie widoczne jest całe Pasmo Czarnohorskie (Pop Iwan, Brebeneskuł, Hutyn Tomnatyk, Howerla, Petros) wraz z poprzedzającym je grzbietem Kostrzycy. Na zachodzie i północnym zachodzie panorama obejmuje Świdowiec (Bliźnica, Stih, Tatulska, Tataruka) oraz szczyty wschodnich Gorganów: Bratkowską Dużą i Gropę w grupie Połoniny Czarnej, Doboszankę i Syniak, a na dalszym planie Popadię.

## Turystyka
Na sam szczyt Rotyła od północy prowadzi żółty szlak turystyczny od Hordia (1479 m), którego przedłużenie w kierunku północno-zachodnim zbiega do Worochty. Tuż poniżej wierzchołka (połonina Rotyło) przeprowadzono też niebieski szlak okrężny z Wołowej, z odgałęzieniem w kierunku wsi Staiszcze.
Wejście na Rotyło jako najwyższy szczyt Beskidów Pokucko-Bukowińskich jest niezbędne do zdobycia odznak turystycznych „Wielka Korona Beskidów” (Polskie Towarzystwo Tatrzańskie) oraz „Korona Beskidów” (Hutniczo-Miejski Oddział Polskiego Towarzystwa Turystyczno-Krajoznawczego w Krakowie).